# 版画写真事件
版画写真事件（はんがしゃしんじけん）は、雑誌『版画藝術』を刊行する阿部写真印刷株式会社と元従業員カメラマンが、写真の著作権（複製権）を『版画事典』（東京書籍）に侵害されたとして損害賠償を求めた事件。
撮影指示等から著作権者が原告の元従業員カメラマンであると確認されたものに限り賠償責任が認められ、被告らは各自10万円及びこれに対する昭和63年2月19日から支払済まで年5分の割合による金員を原告の元従業員カメラマンに支払うよう命じられた。
一方、凹凸をわずかに有するものを含み、ほぼ平面的な原画を忠実に再現した写真については、忠実に再現する以上撮影位置は正面以外に選択の余地がないし、光線の照射方法等の技術的な配慮についても忠実な再現が目的であって、独自に何かを付け加えるというものではないとして、そのような写真の著作物性が否定された。